# Bayern Rundfahrt 2001
La Bayern Rundfahrt 2001, tredicesima edizione della corsa, si svolse dal 23 al 27 maggio su un percorso di 865 km ripartiti in 6 tappe, con partenza a Pfarrkirchen e arrivo a Forchheim. Fu vinta dal tedesco Jens Voigt della Crédit Agricole davanti al suo connazionale Rolf Aldag e al russo Artur Babaitsev.

## Tappe
| Tappa  | Data      | Percorso                                        | km    | Vincitore di tappa | Leader cl. generale |
| ------ | --------- | ----------------------------------------------- | ----- | ------------------ | ------------------- |
| 1ª     | 23 maggio | Pfarrkirchen > Pfarrkirchen                     | 111   | Jörg Ludewig       | Jörg Ludewig        |
| 2ª     | 23 maggio | Pfarrkirchen > Pfarrkirchen (cron. individuale) | 11,7  | Jens Voigt         | Jens Voigt          |
| 3ª     | 24 maggio | Pfarrkirchen > Erding                           | 179,9 | Erik Zabel         | Jens Voigt          |
| 4ª     | 25 maggio | Erding > Aichach                                | 196,4 | Erik Zabel         | Jens Voigt          |
| 5ª     | 26 maggio | Aichach > Ansbach                               | 201,5 | Erik Zabel         | Jens Voigt          |
| 6ª     | 27 maggio | Ansbach > Forchheim (Baviera)                   | 165   | Erik Zabel         | Jens Voigt          |
| Totale | Totale    | Totale                                          | 865   |                    |                     |

## Dettagli delle tappe

### 1ª tappa
- 23 maggio: Pfarrkirchen > Pfarrkirchen – 111 km

| Pos. | Corridore         | Squadra | Tempo    |
| ---- | ----------------- | ------- | -------- |
| 1    | Jörg Ludewig      | Saeco   | 2h55'23" |
| 2    | Graziano Gasparre | Mapei   | s.t.     |
| 3    | Christian Wegmann | Saeco   | s.t.     |

| Pos. | Corridore    | Squadra | Tempo    |
| ---- | ------------ | ------- | -------- |
| 1    | Jörg Ludewig | Saeco   | 2h55'17" |

### 2ª tappa
- 23 maggio: Pfarrkirchen > Pfarrkirchen (cron. individuale) – 11,7 km

| Pos. | Corridore       | Squadra         | Tempo  |
| ---- | --------------- | --------------- | ------ |
| 1    | Jens Voigt      | Crédit Agricole | 14'49" |
| 2    | Artur Babaitsev | Nürnberger      | a 3"   |
| 3    | Rolf Aldag      | Telekom         | a 9"   |

| Pos. | Corridore  | Squadra         | Tempo |
| ---- | ---------- | --------------- | ----- |
| 1    | Jens Voigt | Crédit Agricole |       |

### 3ª tappa
- 24 maggio: Pfarrkirchen > Erding – 179,9 km

| Pos. | Corridore      | Squadra    | Tempo    |
| ---- | -------------- | ---------- | -------- |
| 1    | Erik Zabel     | Telekom    | 4h11'07" |
| 2    | Adriano Baffi  | Mapei      | s.t.     |
| 3    | Robert Förster | Nürnberger | s.t.     |

| Pos. | Corridore  | Squadra         | Tempo    |
| ---- | ---------- | --------------- | -------- |
| 1    | Jens Voigt | Crédit Agricole | 7h21'18" |

### 4ª tappa
- 25 maggio: Erding > Aichach – 196,4 km

| Pos. | Corridore       | Squadra | Tempo    |
| ---- | --------------- | ------- | -------- |
| 1    | Erik Zabel      | Telekom | 4h43'46" |
| 2    | Angelo Furlan   | Alessio | s.t.     |
| 3    | Flavio Zandarin | Alessio | s.t.     |

| Pos. | Corridore  | Squadra         | Tempo     |
| ---- | ---------- | --------------- | --------- |
| 1    | Jens Voigt | Crédit Agricole | 12h05'04" |

### 5ª tappa
- 26 maggio: Aichach > Ansbach – 201,5 km

| Pos. | Corridore         | Squadra         | Tempo    |
| ---- | ----------------- | --------------- | -------- |
| 1    | Erik Zabel        | Telekom         | 4h41'43" |
| 2    | Rudi Kemna        | Bankgiroloterij | s.t.     |
| 3    | Sebastian Siedler |                 | s.t.     |

| Pos. | Corridore  | Squadra         | Tempo     |
| ---- | ---------- | --------------- | --------- |
| 1    | Jens Voigt | Crédit Agricole | 16h46'46" |

### 6ª tappa
- 27 maggio: Ansbach > Forchheim (Baviera) – 165 km

| Pos. | Corridore      | Squadra | Tempo    |
| ---- | -------------- | ------- | -------- |
| 1    | Erik Zabel     | Telekom | 3h47'32" |
| 2    | Rolf Aldag     | Telekom | s.t.     |
| 3    | Alberto Vinale | Alessio | s.t.     |

| Pos. | Corridore       | Squadra         | Tempo     |
| ---- | --------------- | --------------- | --------- |
| 1    | Jens Voigt      | Crédit Agricole | 20h34'14" |
| 2    | Rolf Aldag      | Telekom         | a 7"      |
| 3    | Artur Babaitsev | Nürnberger      | a 10"     |

## Classifiche finali

### Classifica generale
| Pos. | Corridore                   | Squadra                   | Tempo     |
| ---- | --------------------------- | ------------------------- | --------- |
| 1    | Jens Voigt                  | Crédit Agricole           | 20h34'14" |
| 2    | Rolf Aldag                  | Team Deutsche Telekom-ARD | a 7"      |
| 3    | Artur Babaitsev             | Team Nürnberger           | a 10"     |
| 4    | Christian Wegmann           | Saeco                     | a 17"     |
| 5    | Beat Zberg                  | Rabobank                  | a 18"     |
| 6    | Evgenij Vladimirovič Petrov | Mapei-Quick Step          | a 27"     |
| 7    | Jörg Ludewig                | Saeco                     | a 45"     |
| 8    | Cadel Evans                 | Saeco                     | a 47"     |
| 9    | Martin Cotar                | Post Swiss Team           | a 59"     |
| 10   | Marcel Duijn                | Rabobank                  | a 1'01"   |